# Jan M. Černý
Jan Černý, plným jménem Jan Matouš Černý, též Jan M. Černý (26. září 1839 Daliměřice – 7. března 1893 Karlín), byl rakouský a český spisovatel, novinář, funkcionář Českého muzea a politik, v 70. a 80. letech 19. století poslanec Českého zemského sněmu.

## Biografie

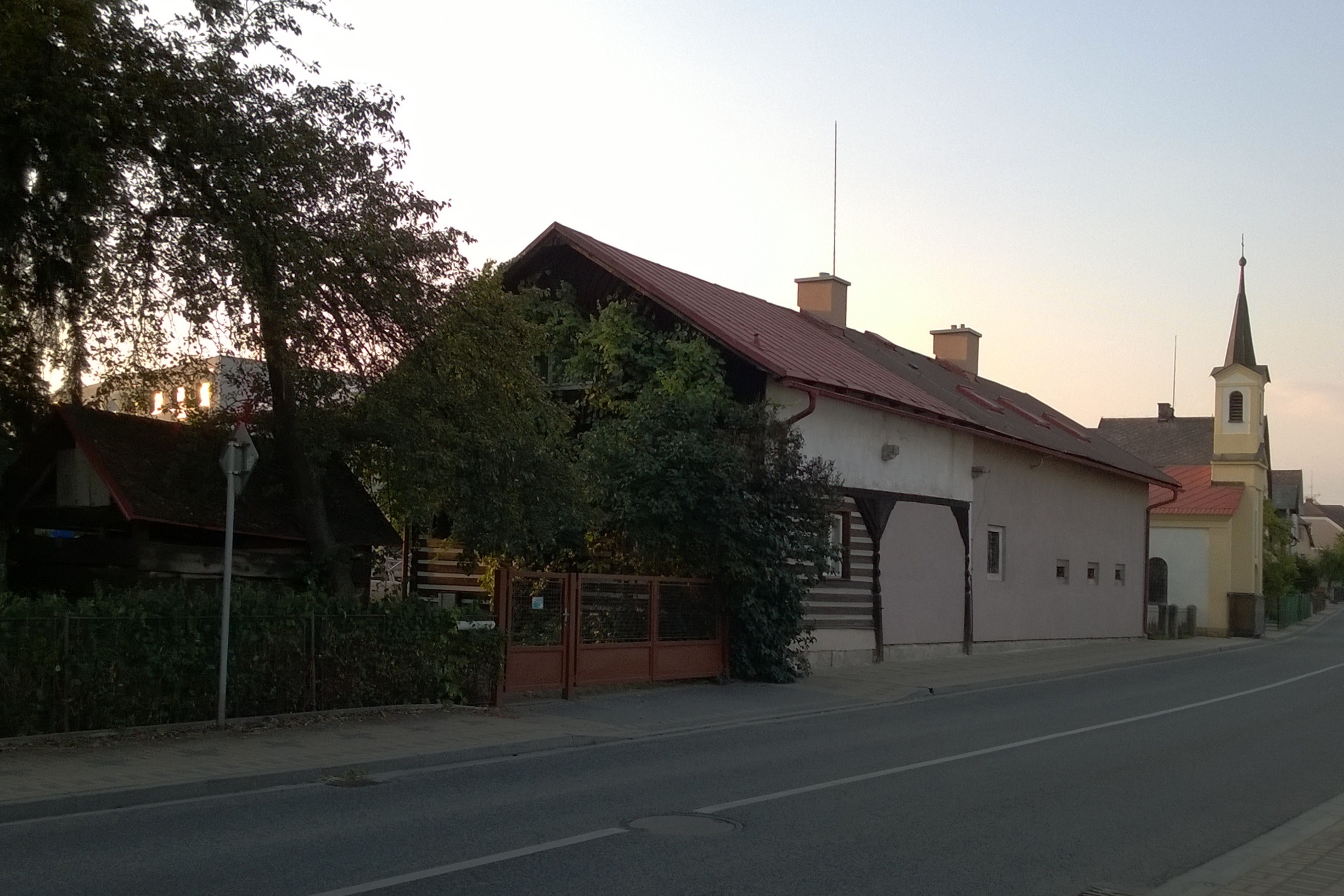
Rodný dům v Daliměřicích

Vystudoval gymnázium v Jičíně a od roku 1860 studoval na Karlo-Ferdinandově univerzitě v Praze, na její filozofické fakultě. Od roku 1861 působil v redakci Pražských novin vydávaných Šestákem. Téhož roku podnikl cestu na Balkán a zápisky z cest uveřejnil v Osvětě. Od založení deníku Národ působil v jeho redakci. Roku 1863 vykonal cestu po jižním Německu a Švýcarsku a publikoval své dojmy v listu Posel z Prahy. Během prusko-rakouské války byl 1. září 1866 zatčen ve svém bytě a předveden před zemský soud v Praze, kde byl vyšetřován pro rozšiřování protirakouského a v Prusku vydaného spisu Pláč Koruny české. Pražský mír, jenž ukončil válku, pak tato provinění pardonoval. Ve vazbě ale strávil přes jeden rok. Koncem roku 1867 se podílel na založení deníku Pokrok a byl členem jeho redakce až do počátku 80. let. V létě roku 1867 byl znovu zatčen a odsouzen na pět let. Propuštěn byl po necelých dvou letech, po nástupu vlády Alfreda von Potockého.
V 70. letech 19. století se zapojil i do zemské politiky. V zemských volbách v roce 1872 byl zvolen na Český zemský sněm za městskou kurii (obvod Mnichovo Hradiště – Turnov – Bělá). V rámci tehdejší politiky české pasivní rezistence ale křeslo nepřevzal, byl pro absenci zbaven mandátu a následně opět zvolen v doplňovacích volbách roku 1873. Opět bojkotoval sněm a přišel o mandát a byl zase zvolen v doplňovacích volbách roku 1874, roku 1875, 1876 a 1877. Mandát obhájil za týž obvod i v řádných zemských volbách v roce 1878. Patřil k staročeské straně (Národní strana). Opětovně byl zvolen i ve volbách v roce 1883. Před volbami v roce 1889 se obhajoby poslaneckého křesla vzdal kvůli zhoršujícímu se zdravotnímu stavu. Jako poslanec inicioval zveřejňování tiskem všech zakládacích listin nadací.
Po sedm let, dokud mu v tom nezabránila nemoc, byl jednatelem organizace Ústřední matice školská. Byl rovněž tajemníkem Českého muzea. Publikoval řadu knih, zaměřoval se na moderní české politické dějiny.
Zemřel ve svém bytě v Karlíně v březnu 1893 na následky vnitřního krvácení. V poslední době před smrtí trpěl chrlením krve a mdlobami. Jeho synovcem byl historik Josef Pekař.